# Donaldo Flores
Donaldo Flores est un chanteur cubain né le 17 février 1966 à Amarillas, petit village de la province de Matanzas à Cuba.
Chanteur amateur depuis 1984 il devient professionnel en 1992 au sein des groupes Yaguarimu et Manguare;
il a collaboré ensuite avec "Maraca y Otra Vision" (1998 à 2000), puis avec le groupe "Traje Nuevo" et il a été un chanteur principal d'"Adalberto Alvarez y su Son" (de fin 2000 à 2002; il figure sur l'album El Son de Adalberto Suena Cubano). 

En 2003, il enregistre son 1er album, El solitario  puis s'installe à Bordeaux… 

Il a animé un temps l'émission Llego la musica cubana sur le programme Onda LatinoAmerica diffusé le samedi de 14h à 15h sur la radio La Clé des Ondes (90.10FM).
Il a également chanté avec l'Orquesta Gali, groupe de salsa du cubain Jorge Gali, et le groupe londonien "Ska cubano", avec qui il a fait une prestation pour la soirée de gala de la remise du Prix Nobel de la paix à Oslo.

## Discographie
- 2003 : El Solitario

1. Dejame vivir (son montuño)
2. Más salsa que pescao (son montuño)
3. Hoy voy a guarachar (guajira-son)
4. El solitario (son/cha-cha-cha)
5. Aunque tu mami no quiera (son montuño)
6. Nueve años y un día (son montuño)
7. Un cachito pa' huele (son montuño)
8. Ay amor (son montuño)
9. Camaroncitos secos (son montuño)
10. Cienfuegos (cha-cha-cha)
11. Con maña se rompe (cha-cha-cha)
12. Tejado de vidrio

- 2005 : ¡Abran Paso!, Que Me Voy… (Envidia 7136)

1. Vecina
2. Me voy pa' Calimete
3. Soneando llegué
4. Que cosas tiene la vida (les paroles font allusion à de nombreux lieux latinos de Bordeaux et à Radio Latina; ce titre n'a aucun rapport avec le morceau de Los Van Van du même nom)
5. Guajiro natural (reprise de Polo Montañez)
6. Lucha, pero no me estrujes
7. Guarapo
8. No sirvió
9. Testamento de un sonero
10. Dicen que amor
11. Lo mismo que a Usted

- El Mojito, CD 2 titres (l'autre étant Big Mojo des Taïnos), Calle Ocho Records

### Participations
- Son de Tepas & Donaldo Flores - Olvídate de Mí (2024)

## Participations à des festivals
Festival Salsa Bretaña 2003 à Rennes, 5e Festival cubain de La Seyne-sur-Mer (2004), Peñas y Salsa (2006), Tempo Latino (2007), Festival Corazón latino (2012).